# Elien Meijer
Elien Meijer, född den 25 januari 1970 i Den Helder i Nederländerna, är en nederländsk roddare.
Hon tog OS-silver i åtta med styrman i samband med de olympiska roddtävlingarna 2000 i Sydney.